# Thallumetus ascensionensis
Espèce
Thallumetus ascensionensis est une espèce d'araignées aranéomorphes de la famille des Dictynidae.

## Distribution
Cette espèce est endémique de l'île de l'Ascension.

## Description
Le mâle holotype mesure 1,60 mm et la femelle paratype 1,57 mm.

## Systématique et taxinomie
Cette espèce a été décrite par Sherwood, Marusik, Peñaherrera-R., Calderón-C. et Sharp en 2024.

## Étymologie
Son nom d'espèce, composé de ascensionensis et du suffixe latin -ensis, « qui vit dans, qui habite », lui a été donné en référence au lieu de sa découverte, l'île de l'Ascension.

## Publication originale
(juillet 2024).
- Sherwood, Marusik, Peñaherrera-R., Calderón-C. & Sharp, 2024 : « A new species of Thallumetus Simon, 1893, the first dictynid from Ascension Island (Araneae: Dictynidae). » Arachnology, vol. 19, no 8, p. 1051-1054.